# Бойові отруйні речовини
Бойові отруйні речовини (БОР) — токсичні хімічні сполуки, призначені для ураження живої сили противника.
БОР можуть впливати на організм через органи дихання, шкірні покриви і травний тракт. Бойові властивості (бойова ефективність) БОР визначаються їх токсичністю (обумовлена здатність інгібувати ферменти або взаємодіяти з рецепторами), фізико-хімічними властивостями (летючість, розчинність, стійкість до гідролізу і т. д.), здатністю проникати через біобар'єри теплокровних і долати засоби захисту.
Бойові отруйні речовини є основною складовою хімічної зброї.

## Класифікація
Найпоширеніші тактичні та фізіологічні класифікації БОР

### Тактична класифікація
За пружністю насичених парів (летючість):
1. нестійкі (фосген, синильна кислота);
2. стійкі (іприт, люїзит, VX);
3. отруйно-димні (адамсит, хлорацетофенон).

За характером впливу на живу силу на:
1. смертельні (зарин, іприт);
2. тимчасово виводять особовий склад з ладу (хлорацетофенон, хинуклидил-3-бензилат);
3. подразнювальні: (адамсит, CS, CR, хлорацетофенон);
4. навчальні: (хлорпікрин);

За швидкістю настання уражаючої дії:
1. швидкодіючі — не мають періоду прихованої дії (зарин, зоман, VX, AC, CH, CS, CR);
2. повільнодіючі — мають період прихованої дії (іприт, фосген, BZ, люїзит, адамсит);

### Фізіологічна класифікація
Згідно фізіологічної класифікації бойові отруйні речовини поділяють на:
1. нервово-паралітичні (фосфорорганічні сполуки): зарин, зоман, табун, VX;
2. загальноотруйні: синильна кислота, хлорциан, рицин;
3. задушливі: фосген, дифосген;
4. шкірно-наривні: іприти, азотисті іприти, люїзит;
5. інкапаситанти (несмертельної дії)

## Захист від БОР
В комплекс заходів по захисту від ІВ входять їх індикація або виявлення, дегазація, дезінфекція, а також використання засобів індивідуального захисту (протигази, ізолюючі дихальні апарати, плащі, костюми з прогумованої тканини спільно із засобами захисту шкіри фільтруючого типу, антидоти, захисні креми, протихімічні препарати) і колективної хімічного захисту.

## Історична довідка
Перше бойове застосування БОР відбулося в ході Першої світової війни. Першими їх в серпні 1914 року застосували французи: це були 26-мм гранати, наповнені сльозогінним газом (етилбромацетат). Але запаси етилбромацетату у союзників швидко підійшли до кінця, і французька адміністрація замінила його іншим агентом — хлорацетоном. У жовтні 1914 року німецькі війська відкрили вогонь снарядами, частково наповненими хімічним подразником, проти британців в Битві при Нев-Шапель, проте досягнута концентрація газу була ледь помітна. У лютому 1915 року французькі війська почали використовувати винтовочні гранати з хлором.
Кайзерівські війська в боях в районі міста Іпр 22 квітня 1915 також застосували БОР: 4-я німецька армія завдала контрудару на Іпрський виступ, запобігши наступ англо-французьких військ, і таким чином зайнявши більшу частину виступу. У перший день боїв німецькі війська застосували розпорошення хлору з встановлених на своїх передових позиціях балонів, коли вітер подув в напрямку на англо-французькі окопи, і завдали противнику великих втрат у живій силі, домігшись ефекту масового ураження, завдяки чому цей випадок бойового застосування БОР став широко відомий.
6 серпня 1915 року проти захисників руської фортеці Осовець німецькі війська застосували отруйні речовини, які представляли собою сполуки хлору і брому.
В червні 1916 р. хімічну зброю було широко застосовано російськими військами у ході Брусилівського прориву. 76-мм снаряди з зарядами задушливого (хлорпікрин) і загальноотруйної (фосген, венсинит) дії показали свою високу вражаючу дію при придушенні артилерійських батарей супротивника (в даному випадку австро-угорців).
Першим міжнародним правовим актом, що забороняв військове застосування БОР, став Женевський протокол 1925 року.
Під враженням від бойового застосування ОР у Першій світовій війні багато держав почали гарячкову підготовку до масового застосування ОР в майбутніх війнах. Підготовка включала як оснащення військ засобами протихімічного захисту, так і заходів щодо захисту цивільного населення. У 1920-х роках у ряді країн проводилися регулярні навчання цивільного населення діям в умовах хімічної атаки. До початку 2-ї світової війни більшість передових держав підійшло з розвиненою системою хімічного захисту.
Тим не менш, за всю історію воєн і локальних конфліктів після Першої Світової війни застосування бойових ОР носило епізодичний і не масовий характер. Головною причиною цього стала відносно низька ефективність бойового застосування ОР як засобу масового ураження. Ефективність застосування ОР в Першій світовій війні була багато в чому перебільшена психологічним шоком від їх застосування як нової, раніше невідомої зброї. Сильно позначилася і відсутність засобів захисту від ОР. У 1920-ті роки розрахунки військових показали, що ефект від бойового застосування боєприпасів з ОР набагато нижче ефекту від застосування звичайних боєприпасів (приймалося до уваги кількість солдатів противника, виведених з ладу, наприклад, після годинного обстрілу позицій хімічними снарядами).
Також ефект ОР багато в чому залежить від таких погодних факторів, як напрям і сила вітру, вологість і температура повітря, атмосферний тиск і так далі. Це робить ефект бойового застосування ОР майже непередбачуваним. Зберігання боєприпасів з ОР технічно набагато складніше зберігання звичайних боєприпасів. Утилізація пошкоджених хімічних боєприпасів в польових умовах неможлива.
Крім невисокої бойової ефективності, основним фактором стримування є різко негативне ставлення суспільства до самого факту бойового застосування будь-якої зброї масового ураження, в тому числі і хімічної.